# Intra
Intres és un municipi francès situat al departament de l'Ardecha i a la regió d'Alvèrnia-Roine-Alps. L'any 2007 tenia 117 habitants.

## Demografia

### Població
El 2007 la població de fet d'Intres era de 117 persones. Hi havia 52 famílies de les quals 20 eren unipersonals (16 homes vivint sols i 4 dones vivint soles), 16 parelles sense fills, 8 parelles amb fills i 8 famílies monoparentals amb fills.
La població ha evolucionat segons el següent gràfic:
Habitants censats

### Habitatges
El 2007 hi havia 133 habitatges, 54 eren l'habitatge principal de la família, 62 eren segones residències i 17 estaven desocupats. 124 eren cases i 8 eren apartaments. Dels 54 habitatges principals, 44 estaven ocupats pels seus propietaris, 9 estaven llogats i ocupats pels llogaters i 1 estava cedit a títol gratuït; 3 tenien una cambra, 6 en tenien dues, 13 en tenien tres, 12 en tenien quatre i 20 en tenien cinc o més. 28 habitatges disposaven pel capbaix d'una plaça de pàrquing. A 21 habitatges hi havia un automòbil i a 25 n'hi havia dos o més.

### Piràmide de població
La piràmide de població per edats i sexe el 2009 era:
| Homes | Edats   | Dones |
| ----- | ------- | ----- |
| 0     | 95 o +  | 0     |
| 0     | 90 a 94 | 0     |
| 4     | 85 a 89 | 0     |
| 4     | 80 a 84 | 4     |
| 4     | 75 a 79 | 4     |
| 0     | 70 a 74 | 4     |
| 4     | 65 a 69 | 4     |
| 8     | 60 a 64 | 8     |
| 4     | 55 a 59 | 4     |
| 12    | 50 a 54 | 8     |
| 0     | 45 a 49 | 0     |
| 0     | 40 a 44 | 0     |
| 4     | 35 a 39 | 4     |
| 4     | 30 a 34 | 8     |
| 4     | 25 a 29 | 4     |
| 0     | 20 a 24 | 0     |
| 0     | 15 a 19 | 0     |
| 0     | 10 a 14 | 0     |
| 0     | 5 a 9   | 0     |
| 0     | 0 a 4   | 4     |

## Economia
El 2007 la població en edat de treballar era de 77 persones, 54 eren actives i 23 eren inactives. De les 54 persones actives 49 estaven ocupades (29 homes i 20 dones) i 5 estaven aturades (2 homes i 3 dones). De les 23 persones inactives 13 estaven jubilades, 2 estaven estudiant i 8 estaven classificades com a «altres inactius».

### Ingressos
El 2009 a Intres hi havia 61 unitats fiscals que integraven 123 persones, la mediana anual d'ingressos fiscals per persona era de 15.401 €.

### Activitats econòmiques
Dels 8 establiments que hi havia el 2007, 1 era d'una empresa de fabricació de material elèctric, 3 d'empreses de fabricació d'altres productes industrials, 2 d'empreses de construcció, 1 d'una empresa de comerç i reparació d'automòbils i 1 d'una entitat de l'administració pública.
Dels 3 establiments de servei als particulars que hi havia el 2009, 1 era un taller de reparació d'automòbils i de material agrícola, 1 paleta i 1 lampisteria.
L'any 2000 a Intres hi havia 13 explotacions agrícoles que ocupaven un total de 168 hectàrees.

## Poblacions més properes
El següent diagrama mostra les poblacions més properes.